# Condutor neutro
Condutor neutro, num circuito elétrico ou sistema elétrico, é elemento de circuito ou de sistema, de qualquer forma ou natureza, que apresenta, em regime permanente, tanto corrente elétrica como diferença de potencial elétrico nulos por definição de projeto, embora possa vir a ser condutor ativo, com corrente e tensão não nulos.

## definições
Aterramento ou terra em uma rede elétrica com sistema de fiação elétrica AC,  é um condutor que fornece um caminho de baixa impedância para a terra, para evitar que tensões perigosas apareçam no equipamento (picos de alta tensão). Os termos são usados como sinônimos nesta seção; Em condições normais, um condutor de aterramento não carrega corrente. O aterramento é um caminho integral para a fiação residencial também porque faz com que os disjuntores disparem mais rapidamente (isto é, interruptor de circuito de falha de aterramento), o que é mais seguro. A adição de novos terras requer um eletricista qualificado com informações específicas para uma região de distribuição da empresa de energia.
Neutro é um condutor de circuito que normalmente leva a corrente de volta à fonte. Normalmente, o neutro é conectado ao terra (terra) no painel elétrico principal, na queda da rua ou no medidor, e também no transformador de redução final do suprimento. Isso é para instalações simples de painel único; para vários painéis, a situação é mais complexa.
No comércio elétrico, o condutor de um circuito de dois fios conectado ao ponto neutro de fornecimento e ao terra é chamado de  neutro.

## Princípios
- Eletricidade, Eletromagnetismo, Engenharia elétrica: chama-se condutor neutro, num circuito elétrico ou sistema elétrico, ao elemento de circuito ou de sistema, de qualquer forma ou natureza, que não contém portador de carga elétrica em fluxo orientado, determinado por diferença de potencial elétrico externo ou em gradiente (vale dizer: não apresenta corrente elétrica em seu meio, ou quase-equivalentemente, apresenta uma corrente elétrica cujo valor eficaz é nulo em regime permanente, dadas as condições de equilíbrio ou simetria dinâmicos) e, portanto, não exibe diferença de potencial elétrico entre quaisquer pares de pontos do seu domínio.

Condutor neutro pode haver em circuitos ou sistemas de corrente contínua ou de corrente alternada (estes, monofásicos ou polifásicos), em regime permanente ou em regime transitório, bem como em combinações dos casos anteriores.

## Corrente contínua
Sistemas elétricos de corrente contínua podem ser concebidos em configurações tais que contenham um condutor neutro. Tais, por exemplo, são os clássicos sistemas de distribuição urbana de energia elétrica dos primórdios da era da eletricidade, como, por exemplo, o sistema Edison [A=+120, N=0, B=–120] volts em corrente contínua, que permitiam suprimento tanto em 120 volts (a utilidade elétrica ligada em [A,N] ou em [B,N], com ou sem inversão) como em 240 volts (a utilidade elétrica ligada em [A,B], com ou sem inversão).

## Corrente alternada
Circuito polifásico com topologia estrela ou mesmo topologia poligonal, aquele condutor ativo a priori, porém concebido/destinado a não-condução em estado de perfeito equilibrio polifásico, também dita simetria polifásica: se todas as fases são igualmente carregadas (tanto em módulo como em ângulo), em regime permanente, então dar-se-á neutralidade do condutor neutro. Doutra sorte, em regimes não-permanentes (os transitórios, de manobra, de intemperismos etc.), não se podem considerar neutros no sentido de que "corrente não lhes haja", nem de que "seu potencial seja igual ao potencial de Terra", flutuante ou pleno).
Em corrente trifásica, essa condição de neutralidade com fluxo nulo no condutor neutro é alcançada desde que os carregamentos das fases sejam iguais em módulo e iguais entre si em ângulo, cujo valor é de 120 graus. Qualquer desvio dessa condição, quer em módulo, quer em ângulo, dará origem a uma assimetria (desequilíbrio) fasorial e, em consequência, uma corrente de neutro não nula surgirá, como resultante das composições fasoriais das fases.